# Чарльз Вільям Ендрюс
Чарльз Вільям Ендрюс (Charles William Andrews; 30 жовтня 1866 — 25 травня 1924) — британський палеонтолог. Працював куратором Департаменту геології Британського музею, а також проводив польові дослідження.
Випускник Лондонського університету. Ендрюс був призначений асистентом Британського музею після конкурсу в 1892 році. Його ранні роботи стосувалися скам'янілостей птахів, і він описав Aepyornis titan, вимерлого «птаха-слона» з Мадагаскару (1894). Він звернув увагу на зв'язки між сильно розрізненими нелітаючими пастушками Маврикія, островів Чатем і Нової Зеландії, і зробив висновок, що їхня риса, яка зробила їх нездатними до польоту, виникла там незалежно.
Пожертва Альфреда Ніколсона Лідса Британському музею колекції морських рептилій юрського періоду, знайденої в Оксфордській глині Пітерборо, пробудила його інтерес до плезіозаврів та інших морських рептилій, кульмінацією чого став його каталог колекції Лідса в Британському музеї (2 томи, 1910-13 рр.). Його інтерес до цієї галузі не згасав згодом: його остання, посмертно опублікована стаття стосувалася відбитків шкіри та інших м'яких структур, що збереглися на плавнику іхтіозавра з Лестершира.
У 1897 році Британський музей відправив Ендрюса на декілька місяців на острів Різдва в Індійському океані, для оцінки шкоди, який завдає природі видобуток фосфатів. Результати були опубліковані Британським музеєм у 1900 році.
Після 1900 року його здоров'я почало погіршуватися, і його відправили провести зимові місяці в Єгипті. Там він співпрацював з Біднеллом з Геологічної служби Єгипту, вивчаючи скам'янілості прісноводних риб в Аль-Файюмі, де Ендрюс помітив раніше незареєстровану фауну ссавців і опублікував статтю про Moeritherium і раннього слона Palaeomastodon beanelli.
У 1916 році нагороджений медаллю Лаєлла Геологічного товариства . Він також був активним членом Зоологічного товариства.